# فيليكس كرايغر
فيليكس كرايغر (بالألمانية: Felix Krieger)‏ هو موسيقي ألماني، ولد في 1975 في فرايبورغ في ألمانيا.